# Schizomus cambridgei
Espèce
Synonymes
- Tripeltis cambridgei Thorell, 1889

Schizomus cambridgei est une espèce de schizomides de la famille des Hubbardiidae.

## Distribution
Cette espèce est endémique de Birmanie,. Elle se rencontre vers Prome.

## Publication originale
- Thorell, 1889 : Aracnidi Artrogastri Birmani raccolti da L. Fea nel 1885-1887. Annali del Museo Civico di Storia Naturale di Genova, ser. 2, vol. 7, p. 521-729 (texte intégral).